# Kinga Preis
Kinga Anna Preis (nacida el 31 de agosto de 1971 en Breslavia) es una actriz de cine y teatro polaca.

## Vida y carrera
Se graduó de la Academia de las artes teatrales de Cracovia en 1996. En 2006 recibió el premio Zbigniew Cybulski a la mejor actriz joven. En 2010 Preis fue condecorada con la Cruz de Oro al Mérito. En 2011 recibió la Medalla de Plata al Mérito Cultural «Gloria Artis». Por sus papeles ganó cinco Premios del Cine Polaco y fue nominada diez veces.

## Filmografía
- 1996: Opowieści Weekendowe: Niepisane prawa como Jolanta
- 1997: Pokój 107 como Zośka (serie de televisión)
- 1997: Farba como Majka
- 1998: Poniedziałek como Renata
- 1998: Dom Pirków como Madre de Pirks
- 1999: Wrota Europy como Hala
- 2000-2001: Przeprowadzki como Róża Szczygieł (serie de televisión)
- 2000: Twarze i maski como Agnieszka Horn (serie de televisión)
- 2000: To ja, złodziej como Madre de Pyza
- 2001: Wtorek como Renata
- 2001: Cisza como Mimí
- 2003: Simetría como Esposa de Dawid
- 2004: Nigdy w życiu! como kinga
- 2004: Kryminalni como Teresa Nowacka (serie de televisión, episodio 12)
- 2005: Defekt como Malcowa (serie de televisión)
- 2005: Przybyli ułani como Jadźka
- 2005: Karol: Un hombre que se hizo Papa como Madre de Józef
- 2005: Komornik como Gosia
- 2005: Boża podszewka II como Maryśka Jurewicz-Lulewicz
- 2006: Statyści como Bożena Popławska-Ochman
- 2006: Fundacja como Kazia
- 2006: S@motność w sieci como Iwona
- 2006: Co słonko widziało como Morena
- 2007: Ogród Luizy como Anna Świątek
- 2007: Regina como Anna Raj (serie de televisión)
- 2008: Cztery noce z Anną como Anna P.
- 2008: Jeszcze raz como Grażyna
- 2008: Rysa como Zosia
- 2008: Louise's Garden
- 2008-2020: Ojciec Mateusz como Natalia (serie de televisión)
- 2009: Dom zły como Bożena Dziabasowa
- 2009: Idealny facet dla mojej dziewczyny como Plesicowa
- 2010: Milion dolarów como Bożenka
- 2010: Joanna como Staszka Kopeć
- 2010: Nie ten człowiek como Cliente en una tienda de acuarios
- 2011: Róża como Amelia
- 2011: Sala Samobójców como Karolina
- 2011: In Darkness como Wanda Socha
- 2011: Instynkt como Karlikowa (serie de televisión, episodio 9)
- 2012: Ja to mam szczęście como Joanna (serie de televisión)
- 2014: The Mighty Angel
- 2015: Córki dancingu
- 2016: WszystkoGra como Roma
- 2018: Boski Plan
- 2018: Pułapka como Natalia Różańska (serie de televisión)
- 2019: Stulecie Winnych como Bronislawa (serie de televisión)